# EMoviX

eMoviX是一個像Knoppix小型的Linux發行版，它能夠在電腦啟動後自動播放所有存放在根目錄的影像檔案。，eMoviX在CD/DVD中只佔8MB的空間，剩下的空間用來存放影像檔案，影像檔用著名的開源媒體播放軟件MPlayer播放，支援所有MPlayer支援的媒體格式，包括 DivX、MPEG-1、MPEG-2、MPEG-4、WMV和RealVideo等，同時支援字幕功能，eMoviX能夠在有最少36MB記憶體的x86電腦上啟動。
用例如MoviXMaker-2或K3b等軟件可以製作eMoviX CD/DVD。

## 外部連結
- Official project page（页面存档备份，存于）
- MoviXMaker-2（页面存档备份，存于）
- Linux套件列表